# ویچر ۲: قاتلین پادشاهان
ویچر ۲: قاتلین پادشاهان (به لهستانی: Wiedźmin 2: Zabójcy królów) یک بازی ویدئویی به سبک اکشن نقش آفرینی است که توسط استودیوی لهستانی سی‌دی پروجکت برای مایکروسافت ویندوز، اکس‌باکس ۳۶۰، اواس ده و لینوکس ساخته شده‌است. این بازی از لحاظ داستانی دنباله‌ای مستقیم بر شمارهٔ نخست است که در تاریخ ۱۷ مه ۲۰۱۱ برای مایکروسافت ویندوز و یک سال بعد در ۱۷ آوریل ۲۰۱۲ برای کنسول اکس‌باکس ۳۶۰، اکتبر ۲۰۱۲ برای اواس ده و مه ۲۰۱۴ برای لینوکس منتشر شد.
داستان این سری بر پایه مجموعه داستان کوتاه و رمانی با همین نام؛ نوشتهٔ نویسنده لهستانی آندری ساپکوفسکی اقتباس شده‌است. در این قسمت نیز بازیکنان قادر به کنترل شخصیت گرالت ریویایی، یک شکارچی هیولا هستند که با نام ویچر شناخته می‌شود. این بازی در هنگام انتشار با واکنش مثبت منتقدین و فروش بالایی مواجه شد به‌طوری‌که تا ماه مه ۲۰۱۲ فروشی بیش از ۲ میلیون نسخه از آن بر روی دو پلتفرم رایانه‌های شخصی و اکس‌باکس ۳۶۰ گزارش شده‌است.
دنباله و سومین بخش از این مجموعه بازی تحت عنوان ویچر ۳: شکار وحشیانه در مه ۲۰۱۵ عرضه شد.

## روند بازی
گیم پلی این بازی تفاوت‌هایی با نسخهٔ اول دارد. برای حرکت باید از کیبورد و برای جهت‌گیری هنگام مبارزات از ماوس استفاده کرد. سیستم مبارزات نسبت به نسخهٔ پیشین با سرعت بیشتری همراه است. کلیک چپ برای ضربه‌های سریع و در عین حال ضعیف به کار می‌رود در حالی که کلیک راست برای ضربه‌های کند اما قوی‌تر استفاده می‌شود. ترکیب این دو باعث خلق چند ضرب‌های زیبایی در بازی می‌گردد. همچنین می‌توان بر سر راه دشمنان تله‌هایی کار گذاشت یا در مواقعی از راه دور به سمت آن‌ها خنجر یا بمب‌های ویژه‌ای پرتاب کرد. استفاده از این تکنیک‌ها گاهی بسیار چاره ساز است و کار بازیباز را آسان‌تر می‌کند. در طول مبارزات بازیباز گسترهٔ بسیار خوبی از تجهیزات تهاجمی و دفاعی را در اختیار دارد.
گرالت می‌تواند از سلاح‌های نزدیک بُرد و دور بُرد، تعدادی زره، بمب، تله و یک سلاح دوم مانند تیشه و بیل استفاده کند. ارتقاءها در طول بازی به ۴ شاخهٔ اصلی تقسیم می‌شوند: شاخه آموزشی که شامل یک سری توانایی‌های کلی است و قبل از بازشدن سه شاخهٔ دیگر، بازیباز حتماً باید همهٔ توانایی‌های این بخش را به دست بیاورد، شاخهٔ شمشیرزنی که توانایی‌های گرالت در مبارزه با شمشیر را افزایش می‌دهد، شاخهٔ کیمیاگری که که یک سری توانایی‌ها مثل کاهش اثرات منفی معجون‌ها را به قابلیت‌های گرالت اضافه می‌کند و شاخهٔ جادوگری که Sign طلسم‌های او را افزایش می‌دهد. در طول بازی چند سکانس مخفی‌کاری هم وجود دارد که بازیباز باید چند دقیقه‌ای مخفیانه و بدون سر و صدا عمل کند. بازیباز همچنین قابلیت بیهوش کردن دشمن‌ها را دارد به شرطی که گرالت بتواند خودش را پشت سر آن‌ها برساند. البته بازیباز آزاد است که هر چه قدر می‌خواهد خودش را وارد درگیری‌های رو در رو با دشمنان بکند. همچنین بازی شامل چند مینی گیم از جمله مشت زنی و پوکر هم می‌شود.

## داستان
ویچر ۲: قاتلین پادشاهان شامل چندین مسیر و خطوط داستانی متفاوت به همراه چند پایان (جمعاً ۱۶ پایان) مختلف است. همچون بازی اول، بازیباز نقش گرالت ریویایی، یکی از معدود جادوگرهای باقی‌مانده را به عهده دارد. ویچرها انسان‌هایی هستند که از جوانی برای مبارزه با هیولاها و اهریمن‌ها تعلیم داده شده و به دلیل مصرف مواد شیمیایی، ژن آن‌ها جهش پیدا کرده‌است. این مسئله باعث شده که ویچرها قدرت‌های ویژه بسیاری داشته باشند که این قدرت‌ها در هر ویچری متفاوت است.

### فصل افتتاحیه
اتفاقات بازی ویچر 2: قاتلین پادشاهان چند ماه پس از پایان یافتن نسخه‌ی اول آغاز می‌شود. بازی از جایی شروع می‌شود که ما Geralt را می‌بینیم که در زندانی به هوش می‌آید. ما هنوز دلیل زندانی‌شدن گرالت را نمی‌دانیم. نگهبان‌ها او را به پیش شخصی به نام Roche می‌برند تا از گرالت بازجویی کند. این‌طور که از صحبت‌های این دو به نظر می‌رسد ظاهراً این دو در گذشته با هم آشنایی داشته‌اند. روچ گرالت را متهم به قتل پادشاه فولتست می‌کند،اما گرالت اظهار می‌کند که چیزی یادش نمی‌آید... هر سؤالی که روچ از گرالت می‌پرسد، بخشی از خاطرات چند روز گذشته‌ی گرالت زنده می‌شود تا اینکه مشخص شود که دقیقاً چه اتفاقی افتاده که گرالت به زندان افتاده...
داستان، فلش‌بکی به چند روز قبل می‌خورد، جایی که گرالت در کنار Triss در چادری از خواب بیدار می‌شود. گرالت در مورد رؤیاها و خواب‌های عجیبی که در مورد Wild Hunt می‌بیند و همچنین جنگی که پیشِ رو دارند با تریس صحبت می‌کند. بعد از مدتی نگهبانی وارد چادر می‌شود و و او را برای ملاقات پادشاه سرزمین Temeria یعنی Foltest احضار می‌کند. بیرون از چادر شاهد سپاه عظیمی از سربازها هستیم که همگی در تکاپو هستند و خودشان را برای نبرد بزرگی که پیش رو دارند، آماده می‌کنند. پیاده‌نظام‌هایی که در حال رژه‌رفتن هستن و منجنیق‌های عظیمی که سنگ‌ها را به پرواز در می‌آورند...
گرالت با پادشاه ملاقات می‌کند. خاندان‌های بزرگ و اصیل Temeria شورشی بزرگ به راه انداخته‌اند. Foltest تصمیم گرفته تا رهبری نبرد را خود شخصاً به عهده بگیرد. Foltest موفق شده بود تا آخرین سنگر نیروهای شورشی Order of the Flaming Rose را هم تسلیم خودش بکند و آخرین خاندان باقی‌مانده، خاندان La Valette به رهبری پسر بزرگ این خاندان یعنی Adrian بود که آخرین مقاوت‌ها را در قلعه خودشان انجام می‌دادند. Foltest تنها به برگرداندن و نجات دو فرزند نامشروع خودش یعنی Anais و Boussy از دست شورشی‌ها فکر می‌کند و از گرالت می‌خواهد که در این راه به او کمک کند.
در ادامه فلش‌بک‌های گرالت، اونو در کنار پادشاه، تریس و روچ می‌بینیم که به پلی می‌رسند. نبرد هنوز ادامه دارد که ما ناگهان اژدهای بزرگی را می‌بینیم که به سپاهیان حمله‌ور می‌شود. گرالت و دوستانش از دست اژدها فرار می‌کنند و جان سالم به در می‌برند. در ادامه‌ی راه، به معبدی می‌رسند. گرالت مرد روحانی آن‌جا را مجبور می‌کند تا مکان فرزندان پادشاه را به آن‌ها بگوید. گرالت و پادشاه در بین راه یک بار دیگر هم با اژدها رو به رو می‌شوند که این بار هم موفق به فرار می‌شوند و در نهایت به قلعه‌ی محل نگهداری فرزندان پادشاه می‌رسند.
Adrian آخرین تلاش‌های خودش را با اندک یارهای باقی‌مانده‌اش برای پیروزی غیرممکن انجام می‌دهد. گرالت به پادشاه پیشنهاد می‌کند که می‌تواند آدریان را راضی کند تا بدون خونریزی تسلیم شوند. Foltest قبول می‌کند و گرالت به بالای قلعه و به سوی آدریان و سربازانش می‌رود. آدریان به گرالت می‌گوید که پادشاه فولتست، مادر آدریان یعنی Maria Louisa La Valette که همسر یکی از افراد والامقامِ دربار است را مورد هتک حرمت قرار داده و او قصد دارد این ننگ را از نام خود و خاندانش پاک کند. این در حالی است که پیش از این فولتست به گرالت گفته بود، Louisa تحت تحریک درباریان از وی درخواست امتیازات بالایی برای خاندان سلطنتی داشته که منجر به تضعیف قدرت شاه می‌شده و به همین دلیل او این خواسته‌ها را نپذیرفته و در نهایت منجر به شورش خاندان سلطنتی شده‌است. در اینجا گرالت می‌تواند تصمیم بگیرد که آدریان را بکشد یا او را بدون خونریزی و ترس از مردن افرادش تسلیم شاه بکند.
در نهایت شاه بالاخره می‌تواند فرزندانش را ببیند؛ دخترش Anais و پسر کوچکترش Boussy. دو فرزند شاه در کنار یک راهب به ظاهر نابینا که از بچه‌ها محافظت می‌کرده نشسته بوده‌اند. در هنگامی که Foltest در حال صحبت با بچه‌هایش بود، شخص مرموز که لباس کشیش به تن خودش کرده بود، یک لحظه از غفلت گرالت استفاده می‌کند و به پادشاه فولتست نزدیک می‌شود و او را به قتل می‌رساند. تلاش گرالت برای نجات شاه ناموفق است اما او موفق می‌شود چهره‌ی قاتل را ببیند. قاتل برخلاف جثه‌ی بزرگش با سرعت عمل بسیار زیاد (که نسبت به آن هیکل بزرگ کاملاً غیر طبیعی به نظر می‌رسید) به سمت پنجره می‌دود و خودش را از ارتفاع زیاد به پایین پرتاب می‌کند. در همین لحظه نگهبان‌های پادشاه از راه می‌رسند و جسد خونین پادشاه را در دست‌های گرالت می‌بینند و او را به جرم قتل شاه دستگیر می‌کنند.
مرد غول‌پیکر قاتل شاه که ما فعلاً او را به اسم Kingslayer می‌شناسیم (اسم واقعی او در اصل Letho است) و طبق گفته‌های گرالت که او را به کوهی از عضله تشبیه می‌کند! با زخمی روی صورتش، در اصل مانند گرالت یک ویچر است... او همیشه در تعقیب و گریزها یک قدم جلوتر از دیگران قرار دارد. او می‌تواند در هر جایی هم‌پیمانان موقتی را برای خودش دست و پا کند.
روچ که به عنوان دست راست پادشاه و فرمانده‌ای لایق شناخته می‌شود از طرفی به گرالت و حرف‌هاش اعتماد کامل دارد و می‌داند که گرالت دارد حقیقت را می‌گوید، از گرالت می‌پرسد اگر تو را از بند اسارت آزاد کنم چه‌کار می‌کنی و گرالت هم در جوابش می‌گوید که من می‌روم و قاتل اصلی پادشاه را به هر طریق پیدا می‌کنم و این اتهام را از روی اسمم برمی‌دارم و بی‌گناهی خودم را به همگان ثابت می‌کنم. به این ترتیب نقشه‌ی فرار گرالت از زندان را به‌صورت مخفیانه در شبانگاه عملی کرده و گرالت و روچ به همراه تریس تصمیم به همکاری برای پیدا کردن Kingslayer می‌گیرند. گرالت، تریس و روچ پیش از حرکت در مورد وضعیت فعلی Temeria صحبت می‌کنند، روچ می‌گوید Baron Kimbolt و Count Maravel که هر دو از نجیب‌زادگانِ والامقام Temeria هستند قصد دارند تا کنترل اوضاع را به دست گرفته و عملاً حکومت را در اختیار خود بگیرند اما به اعتقاد روچ کسی جز Natalis که فرماندهی ارتش را به عهده دارد و البته از نجیب‌زادگان به شمار نمی‌آید نمی‌تواند نظم و قانون را به Temeria برگرداند. گرالت که پیش‌تر در میانه‌ی جنگ، تعدادی از اِلف‌های گروه Scoia'tael را در اطراف قلعه‌ی La Valette دیده بود، به همدست‌بودن Kingslayer با Scoia'tael مشکوک شده و در اولین قدم برای پیدا کردن سرنخی از Kingslayer به سوی منطقه‌ی Flotsam در مرز Temeria و Aedirn حرکت می‌کند، زیرا جاسوسان گروه Blue Stripes، حضور افراد Scoia'tael و فرمانده‌شان یعنی Iorveth را در اطراف جنگل‌های Flotsam گزارش داده بودند.

### فصل اول
در میان‌پرده‌ی ابتدایی این فصل، ما Kingslayer یا همان قاتلِ Foltest را می‌بینیم که در غاری با Iorveth دیدار می‌کند. او ادعا می‌کند که از دوستان غیرانسان‌هاست و پیشنهادی برای او دارد. یوروِث، سردسته گروه Scoia'tael است که در واقع برای آزادی می‌جنگند. آن‌ها شورشیانی هستند که در جنگی موسوم به "جنگ دوم" یا "Second War" شرکت می‌کنند و در حال نزاع با نیروهای Nilfgaard هستند.
Kingslayer به یوروِث از مقاصد مرموز و شخصی‌اش برای کشتن پادشاهان می‌گوید. او از یوروِث انتظار دارد تا با دانش اِلفی خود مسیرهای مخفی و مکان انبارهای سلاح را به او نشان دهد. او همچنین برای اثبات ادعای خود، سرِ بریده‌شده‌ی Demavend؛ پادشاه کشور همسایه Aedirn و حاکم Pontar Valley را که پس از Foltest به قتل رسانده را به یوروِث نشان می‌دهد.
با ورود روچ، گرالت و تریس به منطقه‌ی مرزی Flotsam، آن‌ها توسط یوروِث مورد حمله قرار می‌گیرند. با کمک جادوی تریس، این سه نفر از چنگ کمانداران یوروِث رهایی پیدا می‌کنند. پس از گفتگوها و جستجوهای زیاد، گرالت به این نتیجه می‌رسد که قاتل پادشاه، در واقع یک ویچر است که با یوروِث و گروه او یعنی Scoia'tael همکاری می‌کند.
پس از ورود گرالت به داخل شهر Flotsam، او متوجه می‌شود که دو تن از دوستانش به نام‌های (زولتان) Zoltan و Dandelion (داندِلیون) به زودی قرار است در میدان اصلی شهر اعدام شوند بنابراین به سرعت خود را به میدان شهر می‌رساند و برای آزادی آنان تمام تلاش خود را انجام می‌دهد. فرماندار Flotsam یعنی Loredo (لوریدو)، زولتان را به همکاری با Scoia'tael و دندلیون را به‌خاطر به‌آتش‌کشیدن یک برج دیدبانی متهم می‌کند. او به گرالت می‌گوید که در صورتی آن دو نفر را آزاد می‌کند که گرالت بتواند در مبارزه‌ای تن‌به‌تن او را شکست دهد. گرالت با لوریدو مبارزه کرده و او را شکست می‌دهد. دوستان گرالت آزاد می‌شوند و لوریدو به گرالت می‌گوید که شب‌هنگام می‌خواهد او را در عمارت خودش ملاقات کند. پیش از ملاقات آن‌ها، گرالت به پیشنهاد روچ، مخفیانه و از راه پشتی وارد خانه‌ی لوریدو شده و در آن‌جا مکالمات مخفیانه‌ی لوریدو و جادوگری به نام Sheala de Tancarville را می‌شنود. شیلا به لوریدو می‌گوید که به پیشنهادی که به او داده فکر کرده و جواب دهد. او لوریدو را تهدید می‌کند که اگر مردم از کارهای او باخبر شوند، او را اعدام خواهند کرد. لوریدو، حاکم Flotsam مردی نژادپرست است که سال‌ها از از تجار منطقه، خراج‌های بالا دریافت کرده و به نظر می‌رسد در حال حاضر، اشیاء قیمتی و هدایایی را در عمارت خود مخفی کرده‌است. بعد از ملاقات گرالت و لوریدو، او به گرالت ماموریتی مبنی بر کشتن هیولایی به نام Kayran که در کار کشتی‌های تجاری در دریاها اخلال ایجاد می‌کرد را می‌دهد. پس از مدتی جستجو، گرالت به سوی اِلفی به نام Cedric می‌رود تا به او در پیدا کردن گیاهی که اثرات ضد سمی دارد و نوشیدن آن برای مبارزه با Kayran ضروری است، کمک کند. او به گرالت مکان پیدا کردن آن گیاه را نشان می‌دهد و به او می‌گوید یک سال پیش یک زنِ اِلف به نام Moril گم شده‌است و تا الان هیچ اثری از اون پیدا نشده. گرالت هیولای هشت‌پا مانند Kayran را به کمک شیلا (که او پیش از این، ماموریت کشتنش را به عهده گرفته بود) پیدا می‌کند. Kayran در میان مه ناگهان ظاهر می‌شود و قامتی غول‌پیکر دارد. گرالت در نهایت از پس Kayran بر می‌آید. پس از آن، گرالت یکی از فرماندهان Scoia'tael به نام Ciaran را در زندانی ملاقات می‌کند که ادعا می‌کند نام قاتل پادشاه Letho است و همچنین او قصد خیانت به فرمانده‌ی Scoia'tael یعنی یوروث و کشتن او را دارد زیرا او دیگر برای Letho مهره‌ای سوخته به شمار می‌آید و اگر متوجه شود که Letho تنها برای مقاصد خود از او استفاده کرده، علیه او خواهد شد.
در همین حین، گرالت بخشی از خاطرات خود را به یاد می‌آورد. او به خاطر می‌آورد که که 5 سال پیش در دهکده‌ی خود یعنی Rivia شورشی علیه غیرانسان‌ها درگرفته و صدها غیر انسان در آن شورش کشته شده‌اند. گرالت به تنهایی به مقابله با این کشتار بر می‌آید اما در آخر توسط پسر جوانی به نام Rob با فروکردن خنجری در سینه‌اش کشته می‌شود. در این حین Yennefer، معشوقه‌ی گرالت به کمک او می‌آید و جان خود را فدای نجاتِ گرالت می‌کند.

### فصل دوم (همکاری با روچ)
در صورتی که گرالت ورنان روچ را انتخاب کند، روچ از او می‌خواهد تا برنارد لوریدو، فرماندار شهر Flotsam را به‌خاطر جاسوسی برای قلمروی Kaedwen بکشد. لوریدو در ازای دریافت مبالغی قصد فروختن Flotsam به Kaedwen را داشته. در این جریان، Ves، زن جوان و یکی از افسران روچ به زنی از نژاد الف‌ها (Moril) که یک سال است در بند اسارت لوریدو قرار دارد و مورد تجاوز او قرار گرفته بوده و هم‌اکنون در شُرُف به‌دنیاآوردن پسر خود بود، کمک می‌کند و او را نجات می‌دهد. البته Ves نمی‌تواند از خودکشی این زن جلوگیری کند. بعد از این‌که آن‌ها پسر اِلف را که همان‌جا به دنیا می‌آید، به Seherim سپردند تا سرپرستی او را به عهده بگیرد، Blue Stripes (گروه تحت فرمان روچ) و گرالت به سمت Aedirn حرکت می‌کنند.
در بخش شمالی Aedirn (منطقه‌ی Lormark) ملاقاتی بین شاه Henselt، پادشاه سرزمین همسایه Kaedwen و گروهی از شورشیان صورت گرفته بود. فرماندهی این نیروهای شورشی را پسر Demavend، پادشاه کشته شده توسط Letho، به عهده داشت. همچنین یکی دیگر از فرماندهان این نیروها زنی به نام Saskia، مشهور به شکارچی اژدها است. Henselt که پیش از این قصد تصاحب منطقه‌ی مرزی Flotsam را داشت حالا سودای فتح Pontar Valley را در سر می‌پروراند. Pontar Valley منطقه‌ای بسیار غنی در قلب کشورهای شمالی است و Henselt معتقد است هرکشوری که Pontar Valley را در تصرف خود داشته باشد، بر شمال حکم‌فرمایی می‌کند. این منطقه 300 سال پیش متعلق به خاک Kaedwen بوده و Henselt سه سال پیش در نبردی، قصد فتح این منطقه را داشته که این جنگ نافرجام ماند. پس از بحث و مذاکره بین دو طرف، نزاعی بین آنان درمی‌گیرد، در این حین نفرین یک سنگ باستانی بر اثر آن نزاع در آن سرزمین فعال می‌شود و طیفی از روح سربازان مرده (از جنگ سه سال پیش) به انسان‌ها حمله می‌کنند. گرالت و روچ در همان زمان سرمی‌رسند و به شاه Henselt برای خروج از میدان نبرد کمک می‌کنند. دو مشاور و جادوگر شاه Henselt، یعنی Sheala de Tancarville و Dethmold با ایجاد یک سپر محافظتی در برابر روح سربازان مرده کمک بسیاری به آنان برای خروج از آن مهلکه می‌کنند. پس از رسیدن آن‌ها به سرزمین امن، Henselt از گرالت می‌خواهد تا نفرین سنگ باستانی را بشکند و به نبرد روح سربازان مرده خاتمه دهد تا نیروهای او بتوانند برای حمله به Vergen از آنجا عبور کنند. همچنین او از گرالت می‌خواهد تا نفرین دیگری که بر خود Henselt از جادوگری به نام Sabrina Glevissig در اثر اعدام او در سه سال پیش باقی‌مانده بود را نیز بشکند. Sabrina؛ مشاور سابق Henselt که عضو گروه مخفی جادوگران نیر بوده، سه سال پیش در خلال جنگ با استفاده از طلسم بسیار قدرتمندی، بسیاری از سربازان دو کشور (هم سربازان Kaedwen و هم سربازان Aedirn) را با گلوله‌های آتشین ذوب می‌کند. او در جلسه‌ی مخفیانه‌ی خود با سایر جادوگران، اذعان کرده بود که جنگ باید بدون شکست یا پیروزی هیچ‌کدام از طرفین، ناتمام بماند تا به این ترتیب، توازن قدرت در کشورهای شمالی برهم نخورد. گرالت به دنبال کشف شورش و خیانت در ارتش Kaedweni مبنی بر همدستی آن‌ها با ارتش Nilfgaard بود. او به جستجوهای خود برای پیدا کردن تریس نیز ادامه داد و متوجه شد که تریس توسط جاسوسان Nilfgaard ـی ربوده شده، ولی قبل از اینکه گرالت بتواند اقدامی را علیه آنان انجام دهد آنان به مقصد Loc Muinne فرار کرده بودند.
بعد از اینکه گرالت نفرین سابرینا را از روی Henselt برداشت، دو ویچر به نام‌های Serrit و Auckes سوء قصدی به جان پادشاه کردند. آن‌ها از طرف Letho مامور به انجام این کار شده بودند. گرالت توانست از جان پادشاه محافظت کند و آکِس را بکشد. اما سِریت زخمی و موفق به فرار شد. گرالت توانست با استفاده از قدرت معجون جادویی و غیب‌گویی Dethmold به ذهن ویچر کشته‌شده نفوذ کرده و خاطرات او را مرور کند. پس از بررسی خاطرات او، گرالت متوجه شد شیلا با قاتلین پادشاه یا همان Kingslayers همکاری می‌کند.
او که پیش‌بینی کرده بود گرالت و پادشاه به زودی از این ماجرا باخبر خواهند شد، قبل از آن به Loc Muinne فرار می‌کند. این موضوع را گرالت از سِریت که به غار محل ملاقات Letho و دو ویچر فرار کرده بود متوجه شد. پس از آن سِریت که به‌شدت توسط جادوی شیلا زخمی شده بود، در همان جا جان باخت.
گرالت مجدداً بخشی از خاطرات خود را به خاطر می‌آورد. او به یاد می‌آورد که دنبال یافتن ینفر به تعقیب سواران Hunt پرداخت. Wild Hunt افراد دیگری را ربوده بودند که همگی به جز ینفر بین 10 تا 20 سال سن داشته‌اند.
با داشتن هر 4 شیء نمادین در نبرد 3 سال پیش بر سر Upper Aedirn، گرالت موفق به شبیه‌سازی مجدد نبردِ گذشته و از بین‌بردن نفرین می‌شود. گرالت مجدداً به خاطر می‌آورد که لتو، آکس و سریت او را در تعقیب نیروهای Hunt و یافتن ینفر یاری می‌کردند. هر 3 ویچر از مدرسه‌ی مار (School of the Viper) بودند. گرالت، لتو را به طرز معجزه‌آسایی از چنگ هیولایی قدرتمند و مرگبار نجات می‌دهد. او می‌داند که لتو از محل یافتن Wild Hunt اطلاع دارد.
گرالت پس از سه روز به هوش می‌آید. او با ورنان روچ ملاقات می‌کند که در حال برگزاری جلسه‌ای با تعدادی از نجیب‌زادگان و سربازان بالارتبه‌ی کمپ Kaedwni است. او به گرالت می‌گوید 3 سال پیش، پس از جنگِ پیشین بر سر Upper Aedirn که با شکست نسبی و عقب‌نشینی لشکر Kaedwen همراه بود، او به همراه Foltest نقشه‌ی توطئه‌ی جاسوسی برای Temeria در Kaedwen را برنامه‌ریزی کرده زیرا در آن زمان روحیه‌ی سربازان Kaedwen پایین بوده و احتمال متحد شدن شاه Henselt با Nilfgaard و تهدید شدن امنیت کشورهای شمالی نیز وجود داشت، به همین‌خاطر آن‌ها با تطمیع تعدادی از افراد تأثیرگذار در دربار و ارتش Kaedwen سعی در دستیابی به اطلاعات محرمانه‌ی داخلی Kaedwen را داشته‌اند. شاه و Dethmold از این موضوع باخبر شدند و تمام افراد روچ و Blue Stripes را به دار آویختند. از افراد روچ تنها Ves صدمه‌ای ندید؛ زیرا شاه Henselt او را به انجام یک رابطه‌ی جنسی در ازای جانش مجبور کرده بود.
گرالت و روچ به سمت Vergen که مورد حمله‌ی Henselt قرار گرفته بود حرکت کردند تا اطلاعاتی از محل اختفای Philippa Eilhart و Sheala de Tancarville عاملان اصلی قتل پادشاهان به دست بیاورند. آن‌ها دیر به آنجا رسیدند و هر دو جادوگر به سمت Loc Muinne فرار کرده بودند. فیلیپا همچنین توانسته بود تا Saskia را نیز فریب دهد و او را با خود همراه سازد. جادوگران قصد برگزاری اجلاس بزرگی برای گفتگو و مذاکره در مورد مرزبندی‌های جدید میان کشورهای شمالی داشتند، آن‌ها همچنین قصد داشتند تا مجدداً Council and Conclave را احیاء کرده و قدرت‌ها و امتیازات پیشینِ خود را بازپس بگیرند، آن‌ها به این منظور از تمامی پادشاهان شمالی برای حضور دعوت به عمل آوردند.
گرالت به سمت خانه‌ی متروکه‌ی فیلیپا رفت و در آنجا شاه Henselt را همراه محافظانش دید. او محافظان شخصی شاه Henselt را در خانه‌ی فیلیپا از سر راه برداشت. در اینجا گرالت می‌تواند اجازه دهد تا روچ انتقام افرادش را از Henselt بگیرد و او را بکشد که این باعث یک جنگ داخلی در Kaedweni می‌شود، یا او را متقاعد کند که اجازه دهد تا پادشاه برود.
پس از آن گرالت و روچ برای یافتن زنان ساحره که پشت این ماجرا بودند، یعنی فیلیپا و شیلا، پیدا کردن تریس و جواب‌دادن به سوالات بی‌شماری که در ذهن‌شان شکل گرفته بود به سمت Loc Muinne حرکت کردند...

### فصل دوم (همکاری با یوروث)
در صورتی که گرالت، کمک به یوروِث را برگزیند، گرالت با کمک به یوروِث، زنان اِلفی را که در برج آتش‌گرفته گیر افتاده‌اند را نجات می‌دهد و سپس راهی Aedirn می‌شوند. در آنجا جلسه ای بین پادشاه سرزمین همسایه یعنی شاه Henselt و ارتشی متحد از شورشیان توسط پسر پادشاه مرحوم Demavend یعنی شاهزاده Stennis و یکی از فرماندهان شورشیان به نام Saskia the Dragonslayer (Saskiaی اژدهاکش) برگزار شد. در همین حین ناگهان جنگی در می‌گیرد اما سریعاً منقطع می‌شود زیرا در همان موقع نفرینی کهن فعال شده و سربازانی با ظاهر شبیه به مردگان به مردم حمله می‌کنند... گرالت و یوروِث دقیقاً به‌موقع سرمی‌رسند و Saskia و شهزاده Stennis را با کمک جادوی Philippa Eilhart که در واقع راهنمای Saskia است بیرون می‌برند. پس از آن شورشیان جلسه‌ای دیگر ترتیب می‌دهند. Saskia در نظر دارد تا با متحدکردن نیروهای وفادار تحت فرماندهی شاهزاده Stennis، ارتش کوتوله‌های شهر Vergen و Scoia'tael تحت رهبری یوروِث، جنگی علیه نیروهای شاه Henselt ترتیب دهد و او را شکست دهد و پس از اعلام تشکیل کشوری آزاد، خود نیز به عنوان ملکه معرفی شود. در حالی که جلسه قرار است به وقتی دیگر موکول شود، Saskia توسط زهر مسموم می‌شود. در این بازه گرالت خودش را در مواجه‌شدن با 2 ماموریت می‌بیند؛ یکی پیدا کردن موادی مخصوص برای درست‌کردن پادزهری برای Saskia و دیگری پیدا کردن اشیائی کهن که با کمک آن‌ها بتواند نفرین را غیر فعال کرده و از میدان نبرد دور کند. در حین ماموریت، گروهی از کشاورزان عصبانی، شاهزاده Stennis را متهم به مسموم‌کردن Saskia می‌کنند. در این هنگام گرالت باید تصمیمی بگیرد مبنی بر اینکه اجازه دهد جمعیت، شاهزاده را بکشند (که از نتایجش به‌دست‌آوردن خون سلطنتی برای معالجه‌ی Saskia است) و یا اجازه دهد او در این مورد دادگاهی برپا کند. (که در این حالت گرالت خون سلطنتی پادشاه Henselt را در کمپش به دست می‌آورد)
با کمک گرالت، در نهایت Philippa Eilhart موفق می‌شود Saskia را معالجه کند. گرالت همچنین کشف می‌کند که وقتی که به Aedirn رسیده است، تریس توسط Letho رها شده ولی توسط جاسوسان امپراطوری Nilfgaard دستگیر شده‌است. قبل از آنکه گرالت موفق به آزادساختن تریس شود، ارتش Nilfgaard او را به Loc Muinne منتقل می‌کنند. پس از آن گرالت وارد میدان جنگ برای از بین‌بردن نفرین می‌شود و در نهایت نفرین را غیرفعال می‌کند. پس از آنکه نفرین برطرف شد، شاه Henselt با ارتشش به شهر Vergen حمله می‌کند اما شورشیان او و ارتشش را شکست داده و شاه Henselt مجبور به پذیرفتن شرایط Saskia می‌شود. در طول مبارزه گرالت متوجه می‌شود که Saskia در واقع اژدهایی است که به فرم انسانی درآمده و یوروِث که نیز متوجه رفتار عجیب Saskia شده دستور می‌دهد که Dethmold بدون محاکمه اعدام شود اما قبل از آنکه او و گرالت بتوانند کاری از پیش ببرند، فیلیپا، خود و Saskia را به وسیله‌ی تلپورت به Loc Muinne منتقل می‌کند. گرالت و یوروِث به این نتیجه می‌رسند که ذهن Saskia تحت طلسم فیلیپا است و چاره‌ای نمی‌بینند جز اینکه او را تا Loc Muinne دنبال کنند.

### فصل سوم
بالاخره گرالت به Loc Muinne رسید؛ یا با یوروِث و یا با ورنان روچ؛ بسته به اینکه به کدام کمک می‌کرد. در آنجا جادوگران جلسه‌ای را برای ایجاد حکم جادویی جدیدی ترتیب دادند. بنابراین قرار است تمام رهبران سلطنتی در Loc Muinne جمع شوند تا جلسه را برگزار کنند. Philippa Eilhart و Sheala de Tancarville قصد استفاده از این جلسه برای ایجاد قدرت مخصوص خود را داشتند و دستور ترور شاه Demavend در حین روی دادن مجموعه‌ای از حوادث را دادند. آن‌ها قصد داشتند تا از Saskia به عنوان وسیله‌ای برای پیش‌برد مقاصدشان استفاده کنند. گرالت فهمید که جاسوسان Nilfgaard هنوز با گروگان‌شان یعنی تریس در Loc Muinne هستند. اگر گرالت با روچ باشد، کشف می‌کند که دختر نامشروع Foltest یعنی پرنسس Anais نیز در چنگال Dethmold است. در این حین به او دو انتخاب مبنی بر آزادکردن تریس یا Anais داده می‌شود. آنائیس در راهِ آمدن به Loc Muinne برای اعلام جانشینی شاه Foltest و نشستن بر تخت بود که توسط نیروهای Nilfgaard دزدیده می‌شود. نیروهای Nilfgaard همچنین تریس را نیز ربوده بودند تا با شکنجه از او اعتراف گرفته و در جلسه‌ی بین سران شمال، تمام حوادث پیش‌آمده را به گردن جادوگران بیندازند. گرالت و روچ در Loc Muinne زنی را می‌بینند که روچ پیش‌تر، آنائیس و بوسی (فرزندان فولتست) را به دست او سپرده بود تا از آن‌ها مراقبت کند. او که در کالسکه به مقصد Loc Muinne همراه با بچه‌ها بوده، در راه مورد حمله‌ی افراد کُنت ماراوِل (که با Nilfgaard همکاری می‌کند) و بارُن کیمبولت که از اشراف‌زادگان بلندپایه‌ی Temeria بوده و قصد کنار زدن وارثان تاج و تخت را دارند قرار گرفته و کالسکه‌شان واژگون می‌شود. در همین حین، بوسی به‌طور تصادفی کشته شده و آنائیس نیز ربوده می‌شود اما زن جوان موفق به فرار می‌شود. Nilfgaard که خواهان حضور در جلسه‌ی سران شمالی است، آنائیس را در ازای حمایتِ Kaedwen از حضور امپراطوریِ Nilfgaard در جلسه به این کشور تحویل می‌دهد. (حتی در صورت قتل شاه Henselt توسط روچ) مسلماً Kaedwen با در اختیار داشتن تنها وارث تاج و تختِ Temeria می‌تواند در مورد این کشور ادعاهایی داشته باشد (چنان‌که در فصل اول دیدیم Kaedwen قصد تصرف منطقه‌ی Flotsam در ازای دادنِ رشوه به Loredo را داشته‌است).
اگر گرالت با یوروِث باشد، کشف می‌کند که Philippa توسط پادشاه سرزمین Redania یعنی شاه Radovid دستگیر شده و چشمانش را از حدقه بیرون آورده‌اند. در این حین نیز دو انتخاب به گرالت مبنی بر آزادکردن تریس یا Philippa که تنها کسی است که قادر به برداشتن طلسم از روی ذهن Saskia است، داده می‌شود. اگر گرالت با روچ، Anais را آزاد کند، نتیجه، وحشیانه کشته‌شدن Dethmold توسط روچ در عملی انتقام‌جویانه است که در پایان گرالت و روچ دو تصمیم مبنی بر فرستادن Anais نزد شاه Radovid و یا نزد جان ناتالیس خواهند داشت. اگر گرالت، آنائیس را نزد جان ناتالیس بفرستد، Temeria یک کشور مستقل خواهد ماند و جان ناتالیس از آنائیس تا رسیدن او به سن قانونی مراقبت خواهد کرد و در نهایت آنائیس تبدیل به یک ملکه‌ی دلیر شده و روچ در گارد Blue Stripes باقی خواهد ماند. اما اگر گرالت آنائیس را به شاه Radovid تحویل دهد (چنان که دیدیم Redania و Kaedwen به Temeria چشم طمع دوخته‌اند و ارتباطات پنهانی برای تقسیم‌کردن این کشور بین خود دارند) در این صورت آنائیس که کودکی بیش نیست به Redania برده شده و در آنجا بزرگ می‌شود تا به سن قانونی رسیده و احتمالاً با Radovid ازدواج کند. در این صورت به نظر می‌رسد Radovid قصد اضافه‌کردن Temeria به قلمرو خود و زیر پرچم Redania را داشته باشد. احتمالاً Radovid آنائیس را به عنوان ملکه، زیر دست خود نگه خواهد داشت و به او اجازه‌ی اعلام استقلال نخواهد داد. همچنین در این حالت روچ از Blue Stripes خارج شده و از این پس به Redania خدمت خواهد کرد. اگر گرالت با یوروث باشد و Philippa را نجات دهد، او به گرالت و یوروِث در رسیدن به خنجر برای برداشتن طلسم Saskia کمک می‌کند ولی در پایان خودش فرار می‌کند. اگر تریس آزاد شود، بدون در نظر گرفتن اینکه گرالت با چه کسی همراه است (روچ یا یوروث)، نتیجه، مرگ سفیر Nilfgaard (یعنی Shilard Fitz-Oesterlen) و شکست نقشه‌های این کشور است (که در اصل مسبب تمام اتفاقات هستند و کارهای خود را به گردن جادوگران انداخته‌اند). با نجات تریس همچنین مجدداً انجمن Council and Conclave تشکیل شده و کشورهای شمالی قدرت بسیاری به جادوگران خواهند داد.
جلسه بین رهبران سلطنتی و Sheala de Tancarville آغاز می‌شود. اگر گرالت به Saskia کمک کرده باشد، او از تصمیم خود مبنی بر ساختن کشوری آزاد (Free Pontar) و خود نیز به عنوان ملکه می‌گوید. اگر گرالت و روچ با کمک هم آنائیس را آزاد کنند، یا تحت حمایت شاه Radovid قرار می‌گیرد و یا تحت نظارت ناتالیس تا رسیدن به سن قانونی برای حکومت‌کردن قرار می‌گیرد. اگر گرالت صرف نظر از این‌که به روچ کمک کرده یا یوروث، تریس را آزاد کند، روچ به تنهایی Anais را نجات می‌دهد و به دلیل حمله به کمپ Kaedwen به عنوان یاغی اعلام خواهد شد و قوانین Temeria حل‌نشده باقی مانده و این کشور تقسیم می‌شود (در صورتی که گرالت با روچ باشد، Dethmold نیز زنده می‌ماند) و یا یوروِث در حالی که سعی می‌کند خنجر Philippa را به دست بیاورد، شدیداً زخمی می‌شود. با این حال، جلسه توسط نیروهای Nilfgaard که همراه Letho؛ کسی که به ظاهر تمام نقشه‌های جادوگران را برملا می‌کند، به هم می‌ریزد؛ اما اگر گرالت، تریس را آزاد کند، هر دو سر می‌رسند و Sheala را متهم می‌کنند. Radovid در آن هنگام دستور بازداشت Sheala را صادر می‌کند اما او Saskia را مجبور می‌کند که به فرارش کمک کند. گرالت Sheala را دنبال می‌کند اما Sheala موفق می‌شود که وسیله‌ی تلپورتش را فعال کند اما Letho قبلاً دستگاه را دستکاری کرده بود، تا به جای اینکه Sheala را جابه‌جا کند، در عوض او را بکشد. گرالت این بار می‌تواند انتخاب کند که او را بکشد یا اجازه دهد زنده بماند و کمکش کند که با دستگاه تلپورت فرار کند. اگر گرالت به شیلا اجازه‌ی فرار بدهد، او موقعیت مکانی ینفر را به گرالت می‌دهد و Lodgeها یکی از اعضای مهم و اصلی خود را حفظ خواهند کرد اما اگر گرالت به شیلا کمک نکند و مرگ او را نظاره کند، با از میان‌رفتن شیلا، قدرت جادوگران تضعیف می‌شود. گرالت سرانجام با Saskia در فرم اژدهاییش مبارزه می‌کند و در نهایت او را شکست می‌دهد.
اگر گرالت با روچ باشد، با کشتن Saskia، سلاح اصلی Lodgeها (یعنی Saskia) از بین رفته و جادوگران تضعیف می‌شوند، در غیر این صورت، Saskia به عنوان سلاحی در دست Lodgeها باقی خواهد ماند. اگر گرالت با یوروث باشد و تریس را نجات داده باشد، با کشتن Saskia آخرین اژدهای باقی‌مانده نیز نابود شده و Pontar Valley رهبر خود را از دست می‌دهد و Lodgeها نیر تضعیف می‌شوند و اما با بخشیدن جان او Pontar Valley رهبر خود را حفظ خواهد کرد و Lodgeها با در اختیار داشتن Saskia قدرتمند باقی می‌مانند و امید آزادسازی Saskia از بند جادوگران و بازپس‌گیری منطقه‌ی Lormark از دست نیروهای Kaedwen در آینده نیز از بین نمی‌رود. در نهایت اگر گرالت با یوروث باشد و به دنبال فیلیپا رفته باشد، می‌تواند با پیدا کردن خنجر او، ذهن Saskia را از بند او رها سازد که در این صورت Pontar Valley و رهبرش Saskia آزاد و خارج از نفوذ جادوگران خواهند بود.

### فصل اختتامیه
متوجه می‌شویم که فیلیپا موفق به فرار از چنگ سربازان Redania شده‌است (چنان‌که دیدیم اژدها تحت کنترل فیلیپا به نجات شیلا آمده بود). اگر گرالت، تریس را نجات نداده باشد، خواهیم دید که سربازان کشورهای شمالی به دنبال شکار جادوگران هستند. پادشاهان شمالی به سربازان، تنها فرمان دستگیری جادوگران خائن به پادشاهی‌های شمالی را صادر کردند اما سربازان به‌زودی به تمامی جادوگران به‌صورت وحشیانه تجاوز کرده و آن‌ها را به قتل رساندند و فقط تعداد کمی توانستند فرار کنند. اگر گرالت، تریس را نجات ندهد همچنین مردم عادی بر ضد جادوگران و حتی ویچرها شده و آنان را در میدان‌های شهر به دار می‌آویزند. علاوه بر این، تمامی مکان‌هایی که محل آموزش و تعلیم جادو و جادوگری بوده بر روی افراد بسته می‌شود. همچنین اگر گرالت تریس را نجات نداده باشد خواهیم دید که در هنگام ملاقات گرالت با لتو، او تریس را از چنگ سربازان (حتی نیلفگاردی‌ها) نجات داده. گرالت به لتو نزدیک می‌شود در حالی که لتو یکی از قطعات دستگاه تلپورت شیلا را در دست دارد. آن‌ها با هم صحبت می‌کنند و لتو اطلاعات ارزشمندی را در مورد گذشته‌ی گرالت و انگیزه‌ی خود از حوادث پیش‌آمده برملا می‌کند. او می‌گوید که گرالت یک بار جان او را نجات داده. لتو مدت‌ها از ینفر مراقبت کرده‌است.
گرالت به خاطر می‌آورد که سواران Hunt، ینفر را ربودند. او به یاد می‌آورد که ارواح قابل کشته‌شدن نیستند و فقط می‌توان آن‌ها را عقب نشاند. این مسئله را هر ویچری می‌داند اما گرالت به خاطر می‌آورد که زمانی با نیروهای Hunt مبارزه کرده و با شمشیرش خون آن‌ها را ریخته است. پس از نجات گرالت و ینفر از شورش در ریویا، سیری آن‌ها را به جزیره‌ای می‌برد اما سواران Hunt به آن‌جا حمله کرده و ینفر را می‌ربایند. گرالت به یاد می‌آورد که به همراه لتو، سریت و آکس به دنبال ینفر بوده‌اند و با نیروهای Wild Hunt مبارزه کرده‌اند اما چون تعداد آن‌ها بسیار بیشتر بوده و گرالت و یارانش توانایی مقابله با آن‌ها را نداشته‌اند، گرالت به پادشاه Hunt پیشنهاد می‌کند تا روح خود را در ازای روح ینفر، تسیلم او کند که پادشاه Hunt نیز بدون معطلی می‌پذیرد. گرالت به یاد می‌آورد که پادشاه Hunt، اِلفی است که شبیه به هیچ اِلف دیگری نیست، او به دنبال "خون بزرگان" Elder Blood است و هیچ شرمی در نگاهش نیست و تاب مقابله با کشتار و شکنجه‌ای که در سرزمینش توسط انسان‌ها به آن‌ها تحمیل شده را ندارد. او اِلفی از این دنیا نبود. پادشاه Hunt روح گرالت را اسیر کرده و در ازای آن، روح ینفر را آزاد می‌کند.
لتو به گرالت می‌گوید که بعد از اسیرشدن گرالت و آزادی ینفر، تا روزها ینفر دچار تب و هذیان و رنج روحی و جسمی شدید بوده؛ به گونه‌ای که ویچرهای همراه او گمان می‌کردند ینفر به‌زودی تنها به راه خود ادامه خواهد داد و آن‌ها را ترک می‌کند. او حتی بعد از این‌که حالش بهبود پیدا کرد همچنان در سردرگمی بود و مانند گرالت دچار فراموشی شده بود. لتو به گرالت می‌گوید که ینفر تبدیل به شخصی بسیار عجیب شده بود که همیشه اوقات تلخی می‌کرد، سعی در اغوا کردن آکس و حتی قصد دوبه‌هم‌زنی بین ویچرها را داشته‌است. این مسئله باعث شد تا آن‌ها تلاش کنند از ینفر مراقبت کنند زیرا آن‌ها در نیلفگارد بودند و در نیلفگارد، زنی با چنین رفتارهایی قطعاً دچار دردسر می‌شد؛ به گونه‌ای که شاید او را به اسب می‌بستند و در میدان شهر به روی زمین می‌کشیدند. هرکجا که می‌رفتند ینفر به دردسر می‌افتاد و آن‌ها مجبور بودند او را نجات دهند تا این‌که بالاخره یک روز پلیس مخفی امپراطوری، آن‌ها را دستگیر می‌کند و به‌طور جداگانه مورد بازجویی قرار می‌دهد. لتو در نهایت شخصاً با امپراطور ملاقات می‌کند. لتو می‌گوید که بعد از آن دیگر ینفر را ندید اما گمان می‌کند که ینفر برای امپراطور بسیار مهم باشد. ماموران امپراطوری همچنین با بازجویی از ینفر در مورد Lodge اطلاع پیدا می‌کنند. در همین زمان که ینفر در قصر امپراطوری تحت نظر جاسوسان Emyhr (امپراطور) بود، لتو به‌همراه سریت و آکس به قصد کشتن شاهان، وارد شمال شدند.
گرالت از لتو می‌پرسد که چه‌طور از مکان Wild Hunt اطلاع داشته. لتو پاسخ می‌دهد که تمامی ویچرهای مدرسه‌ی مار از این اطلاعات آگاه هستند. او می‌گوید که در مدرسه‌ی مار، کتاب‌ها و کتیبه‌های بسیاری در مورد رموز سواران Wild Hunt وجود دارد. لتو می‌گوید که Wild Hunt در واقع نژادی از اِلف‌ها هستند اما گرالت مخالفت کرده و می‌گوید سواران Hunt چیزی بیشتر از یک دسته اِلف معمولی هستند. گرالت می‌گوید که با بسیاری از ارواح Hunt در دنیای خودشان و در ظاهر حقیقی‌شان مبارزه کرده و آن‌ها را از پای درآورده است. گرالت به لتو در مورد نظریه‌ی Conjunction of Spheres (اتصال جهان‌ها / جهان‌های موازی) می‌گوید و توضیح می‌دهد که این ارواح در دنیای ما ظاهری غیرطبیعی دارند اما در دنیای خود این‌گونه به‌نظر نمی‌رسند. گرالت همچنین در مورد نحوه‌ی به‌وجودآمدن هیولاها در این دنیا توضیح می‌دهد و می‌گوید که دنیاهای دیگری به‌جز جهانی که ما در آن زندگی می‌کنیم وجود دارد که قدرتمندترین جادوگران با ایجاد دروازه‌ای میان جهان ما و جهان‌های دیگر می‌توانند موجوداتی را در ظاهر هیولامانندی وارد دنیای ما کنند. نیروهای Hunt به‌تنهایی راه عبور میان دنیاها را یافته‌اند، آن‌ها با ظاهری روح‌مانند و برای انجام ماموریت‌هایی ویژه وارد دنیای ما می‌شوند. لتو از گرالت می‌پرسد که نیروهای Hunt از تو چه می‌خواهند. گرالت می‌گوید که جواب را می‌داند اما از پاسخ‌دادن امتناع می‌کند. گرالت از لتو می‌پرسد چه‌طور حاضر به انجام این کارها شده، لتو پاسخ می‌دهد؛ امپراطور انسانی است که با دیگران فرق دارد. زمانی که در جنوب، اسرار و رموز کهن ویچرهای مدرسه‌ی مار رو به نابودی بود و خود ویچرها نیز نژادی رو به انقراض بودند و از ورود به بسیاری از شهرها منع می‌شدند، Emyhr قول بازسازی School of the Viper را به لتو داد. لتو می‌گوید به‌جز سریت و آکس، دو ویچر دیگر نیز زنده و در حال انجام ماموریت هستند که حالا دیگر می‌توانند به خانه برگردند. به این ترتیب، آن‌ها ماموریت را پذیرفتند تا با کشتن شاهان شمال، باعث ایجاد هرج و مرج و آشفتگی سیاسی شده و زمینه‌ی حمله‌ی امپراطوری نیلفگارد به حکومت‌های شمالی را مهیا سازند.
لتو به گرالت توضیح می‌دهد که بعد از اطلاع از وجود داشتن Lodge of Sorcresses (از طریق بازجویی نیروهای امپراطوری از ینفر: یک جادوگر مذکر بسیار قدرتمند از افسران نیلفگارد این اطلاعات را از ذهن ینفر بیرون کشیده بود) با شیلا ارتباط برقرار می‌کند، سپس با کشتن چند هیولا و انجام چند ماموریت، نظر او را به خود جلب می‌کند. او در هنگامی که در شُرف به‌قتل‌رسانن Esterad Thyssen؛ پادشاه Kovir بود از طرف شیلا مامور به کشتن Demavend می‌شود و به این ترتیب نه‌تنها می‌توانست از نفوذ و همکاری و همفکری جادوگران برای رسیدن به مقاصد خود استفاده کند بلکه می‌توانست تقصیرها را به گردن آن‌ها نیز بیندازد. همچنین لتو توضیح می‌دهد که پیش از به‌قتل‌رساندن دِماوِند (و به‌طبع فولتست) به توصیه‌ی شیلا با یوروث نیز متحد شده بود تا به کمک افراد او قادر به فرار از دست تعقیب‌کنندگان خود باشد. لتو همچنین از اِلف‌های اسکویاتل به‌منظور مخفی‌شدن و دور ماندن از چنگال Lodgeها نیز استفاده کرده و آرام‌آرام خود را برای به‌قتل‌رساندن Foltest و Henselt نیز آماده کرد. او در نهایت از اِلف‌های اسکویاتل نیز جدا می‌شود زیرا یوروث به‌شدت رفتار لتو را زیر نظر داشته و لتو گمان می‌کرد هر لحظه احتمال لو رفتن او وجود دارد.
در نهایت گرالت می‌تواند با لتو مبارزه کرده و او را بکشد و یا اجازه دهد تا لتو به جنوب برود و دیگر هرگز سر راه گرالت قرار نگیرد.
پس از آن گرالت به همراه تریس و همراه روچ یا یوروِث، برای پیدا کردن Yennefer مکان خود را ترک می‌کنند. در اینجا شاهد گذشته‌ای از گرالت هستیم که چگونگی تلاش او برای به‌دست‌آوردن خاطرات گم‌شده‌اش را به تصویر می‌کشد که در نهایت به شروع اتفاقات شماره‌ی اول باز می‌گردد.
و در پایان:
نزدیک دریاچه‌ی Yaruga که پادشاهی شمال را از Nilfgaard جدا می‌کند، لشکری از سرزمین Nilfgaard در حال گذشتن از رودخانه و پیشروی به سمت امپراطوری شمالی هستند.

## بازتاب‌ها
| گردآورنده  | امتیاز |
| ---------- | ------ |
| گیم‌رنکینگز | ۸۷.۹۷٪ |
| متاکریتیک  | ۸۸/۱۰۰ |

| ناشر         | امتیاز    |
| ------------ | --------- |
| وان‌آپ.کام    | A         |
| اج           | ۶/۱۰      |
| یوروگیمر     | ۹/۱۰      |
| گیم اینفورمر | ۹.۵/۱۰    |
| گیم‌پرو       | 5/5 ستاره |
| گیم رولیشن   | 4/5 ستاره |
| گیم‌اسپات     | ۹/۱۰      |
| گیم‌تریلرز    | ۹.۴/۱۰    |
| آی‌جی‌ان       | ۹/۱۰      |

ویچر ۲: قاتلین پادشاهان با استقبال بسیار عالی از جانب اغلب منتقدین رو به رو شد؛ از جمله این‌که بازی توانست از وب‌گاه‌های مطرحی نظیر آی‌جی‌ان و گیم‌اسپات نمرهٔ بسیار خوب ۹ از ۱۰ و از سایت گیم‌اسپای نمرهٔ عالی ۴٫۵ از ۵ بگیرد. مجلهٔ معتبر پی‌سی گیمر نیز به بازی نمرهٔ عالی ٪۹۰ داد.
منتقدان مکانیک‌های مبارزات، قابلیت‌های شخصی‌سازی، گرافیک، طراحی محیط‌ها، واقع‌گرایی و روایت داستان بازی را تحسین کردند. منتقد پی‌سی گیمر مبارزات و پایان بازی را نقاط ضعف آن برشمرد. گیم‌پرو نوشت: «این بازی همهٔ چیزهای خوبی که در ساخت بازی برای رایانهٔ شخصی وجود دارد را در ذهن تداعی می‌کند و مخاطب را به این فکر فرو می‌برد که رایانهٔ شخصی بهترین پلتفرم برای بازی است.»
گیم اینفورمر به بازی نمرهٔ ۹٫۵ از ۱۰ داد و اظهار داشت: «این بازی فانتزی تاریک فوق‌العاده در کنسول هم به خوبی نسخهٔ رایانه شخصی است.»
یکی از نکات بحث‌برانگیز بازی در مورد درجهٔ سختی مبارزات به خصوص در ساعات اولیهٔ بازی است. منتقد یوروگیمر درجهٔ سختی بازی را در فصل افتتاحیه تحسین کرد و نوشت: «این بازی با شما نه مانند یک بازیباز بلکه مانند یک شخص بزرگ‌سال و بالغ رفتار می‌کند تا در طول داستان هر طور می‌خواهید تصمیم‌گیری کنید و پای عواقب کارهایتان بایستید و شاهد هرچه شایسته‌اش هستید باشید.»
جادوگر ۲ بیش از ۵۰ جایزهٔ مختلف از جمله بهترین گرافیک، بهترین اقتباس یا لایسنس، بهترین داستان، بهترین بازی رایانه شخصی، بهترین بازی نقش‌آفرینی و البته بهترین بازی سال را دریافت کرده‌است.

### فروش
در ۳۰ اوت ۲۰۱۱ وب‌سایت Warsaw Business Journal گزارش داد جادوگر ۲ بیش از ۹۴۰٬۰۰۰ نسخه فروش داشته‌است. طبق گفته‌های Piotr Nielubowicz یکی از اعضای هیئت مدیرهی استودیوی سی‌دی پروجکت، این شرکت انتظار چنین فروشی را داشته‌است. از این ۹۴۰۰۰۰ نسخه، دویست هزار نسخه به صورت آنلاین (دیجیتالی) به فروش رفته بود.
در گزارشی جداگانه در ۱۱ نوامبر ۲۰۱۱ وب‌سایت پی‌سی گیمر آماری مشابه از فروش بازی را اعلام کرد. طبق گزارش پی‌سی گیمر، وب‌سایت‌های Direct2Drive, Impulse و Gamersgate جمعاً ده هزار نسخه، وب‌سایت GOG حدود ۴۰ هزار نسخه و در همان زمان وب‌سایت Steam حدوداً دویست هزار نسخه از فروش بازی را به خود اختصاص داده‌اند. تا ماه ژوئیهٔ ۲۰۱۲ هر دو نسخهٔ جادوگر جمعاً ۴ میلیون نسخه بر روی رایانه شخصی، مکینتاش و اکس‌باکس ۳۶۰ فروش داشته‌است.
در ۶ فوریهٔ ۲۰۱۳ فروش هر دو بازی جمعاً از ۵ میلیون نسخه نیز تجاوز کرد. مدتی بعد در صفحهٔ رسمی بازی در فیس‌بوک اعلام شد فروش کل سری بازی‌های جادوگر از مرز ۷ میلیون نسخه نیز گذشته‌است.
استودیوی سی‌دی پروجکت در سپتامبر ۲۰۱۴ در گزارش مالی خود، فروش مجموع دو نسخهٔ جادوگر را بیش از ۸ میلیون نسخه اعلام کرد.